# Simon Millerd
Simon Millerd (* 1987 in Saltspring Island) ist ein kanadischer Jazzmusiker (Trompete, Komposition).

## Leben und Wirken
Millerd, der aus einer musikalischen Familie stammt, lernte mit sechs Jahren Klavier; mit elf Jahren kam die Trompete dazu. 2008 zog er nach Montreal, wo er die McGill University besuchte; daneben studierte er bei Chris McCann, Brad Turner, Dawn Hage und Jocelyn Couture. Er spielte bei Nomad, mit denen er mehrere Alben einspielte, im Emma Frank Quintet, dem Isis Giraldo Poetry Project, Chronicle Infinitas und Kalmunity. Nachdem er bereits 2011 im Anschluss an eine Europa-Tournee mit dem European Jazz Orchestra dem Trio von Pablo Held begegnete, nahm er 2016 sein erstes Album unter eigenem Namen mit diesem Trio (und Gästen) auf. Weiterhin ist er auf Alben von Thanya Iyer, Matthew Daher und Nadah El Shazly zu hören.
Millerd wurde bereits mit dem Astral Artist Prize (2012), dem CBC Galaxy Rising Star Award, dem Yamaha Kando Award und dem US-amerikanischen National Foundation for the Arts Silver Award ausgezeichnet.

## Diskographische Hinweise
- Lessons and Fairytales (2017, mit Pablo Held, Robert Landfermann, Jonas Burgwinkel, sowie Jacob Wiens, Emma Frank, Mike Bjella, Ted Crosby)